# Partido Naturalista Brasileiro
Partido Naturalista Brasileiro foi um partido político anunciado por Luz del Fuego em 12 de outubro de 1949. O partido defende o naturismo, e ele chegou a conseguir assinaturas o suficiente para existir, mas o avião que transportava os documentos caiu em 1950.

## História
O Partido Naturalista Brasileiro foi anunciado por Luz del Fuego em 12 de outubro de 1949, como oposição ao Estado Novo, sob a presidência de Getúlio Vargas. Os jornais escreveram sobre sua aparência no mesmo artigo sobre o lançamento do partido. O processo de criação iniciou-se após Luz del Fuego dançar seminua de graça nas escadarias do Teatro Municipal. Ela criou o partido com o intuito de lançar-se como deputada federal, porém este nunca saiu do papel por sabotagem dos conservadores, incluindo seu irmão Attilio Vivacqua. Luz del Fuego teria conseguido as 50 mil assinaturas necessárias e em 1950 as entregou para o senador getulista Salgado Filho, que as levaria para Getúlio Vargas. Porém, o avião caiu, matando Salgado Filho e destruindo os documentos. O partido tinha ligações com o Naturismo Internacional.

## Propostas
O partido apoiava a defesa da mulher, divórcio, naturismo e melhoria da saúde do povo mediante a vida ao ar livre, a ginástica e os exercícios físicos. Suas pautas secundárias eram regulamentação do jogo, medidas efetivas de proteção aos animais, abolição de restrição à prática do espiritismo e mesmo da macumba. O partido se opunha ao existencialismo. Seus ideais foram baseados no livro de Luz del Fuego A Verdade Nua, publicado em 1948. Seu slogan era “menos roupa e mais pão. Nosso lema é ação”.